# MasterChef Italia (settima edizione)
La settima edizione del talent show culinario MasterChef Italia, composta da 12 puntate e 24 episodi, è andata in onda in prima serata su Sky Uno dal 21 dicembre 2017 all'8 marzo 2018. Vengono confermati come giudici Bruno Barbieri, Joe Bastianich e Antonino Cannavacciuolo mentre, al posto di Carlo Cracco, subentra la chef Antonia Klugmann. La produzione del programma viene affidata ad Endemol Shine.
La replica di questa edizione è andata in onda dal 4 settembre al 20 novembre 2018 su TV8.
Inoltre, per il primo anno consecutivo, la radio partner del programma è RTL 102.5.
A risultare vincitore è lo studente ventenne Simone Scipioni, di Montecosaro, che si è aggiudicato un assegno di 100.000 € e la possibilità di pubblicare un libro di ricette. Il libro è stato pubblicato nel marzo 2018 dalla casa editrice Baldini+Castoldi e si intitola "Al mio paese. La mia cucina tra terra e mare ". (ISBN 978-8893880800)
L'intera edizione è stata resa disponibile sul canale YouTube ufficiale di MasterChef Italia.

## Concorrenti
| Nome               | Età | Città                          | Occupazione                         | Posizione | Prove vinte | Individuali | In brigata |
| ------------------ | --- | ------------------------------ | ----------------------------------- | --------- | ----------- | ----------- | ---------- |
| Simone Scipioni    | 20  | Montecosaro (MC)               | Studente scienze dell’alimentazione | 1º        | 5           | 5           | 0          |
| Kateryna Gryniukh  | 23  | Salerno                        | Disoccupata                         | 2º        | 11          | 6           | 5          |
| Alberto Menino     | 23  | Tortona (AL)                   | Micologo                            | 3º        | 3           | 1           | 2          |
| Davide Aviano      | 36  | Varese                         | Tecnico di radiologia               | 4º        | 8           | 2           | 6          |
| Denise Delli       | 35  | Calci (PI)                     | Clinical risk manager               | 5º        | 7           | 1           | 6          |
| Marianna Calderaro | 40  | Monopoli (BA)                  | Impiegata                           | 6º        | 3           | 2           | 1          |
| Antonino Bucolo    | 36  | Barcellona Pozzo di Gotto (ME) | Macellaio                           | 7º        | 6           | 2           | 4          |
| Francesco Rozza    | 23  | Ticengo (CR)                   | Studente scienze alimentari         | 8º        | 3           | 0           | 3          |
| Ludovica Starita   | 19  | Roma                           | Studentessa mediazione linguistica  | 9º        | 4           | 1           | 3          |
| Fabrizio Ferri     | 53  | Pescara                        | Trasportatore di uova               | 10º       | 5           | 0           | 5          |
| Manuela Costantini | 36  | Ascoli Piceno                  | Consulente agenzia immobiliare      | 11º       | 2           | 1           | 1          |
| Giovanna Rosanio   | 50  | Deruta (PG)                    | Insegnante d’asilo                  | 12º       | 3           | 2           | 1          |
| Italo Screpanti    | 74  | Pedaso (FM)                    | Ex pilota di linea                  | 13º       | 2           | 1           | 1          |
| Matteo Marchetto   | 56  | Sovizzo (VI)                   | Insegnante di educazione fisica     | 14º       | 2           | 0           | 2          |
| Joayda Herrera     | 31  | Campobasso                     | Commerciante                        | 15º       | 3           | 1           | 2          |
| Rocco Buffone      | 28  | Amantea (CS)                   | Insegnante di chimica               | 16º       | 1           | 0           | 1          |
| Michele Sardo      | 35  | Trieste                        | Impiegato nelle navi da crociera    | 17º       | 1           | 0           | 1          |
| Stefano Biondi     | 20  | Cagliari                       | Studente ingegneria civile          | 18º       | 2           | 0           | 2          |
| Jose Oppi          | 27  | Massarosa (LU)                 | Musicista                           | 19º       | 1           | 0           | 1          |
| Eri Koishi         | 45  | Trieste                        | Libera professionista               | 20º       | 0           | 0           | 0          |
| Tiziana Sassi      | 43  | Romano di Lombardia (BG)       | Casalinga                           | 21º       | 0           | 0           | 0          |
| Simonetta Piccardo | 47  | Genova                         | Disoccupata                         | 22º       | 0           | 0           | 0          |

### Tabella delle eliminazioni
|             | 3                     | 3                     | 4                          | 4                          | 5                        | 5                        | 6                     | 6                     | 7                       | 7                       | 8                           | 8                           | 9                       | 9                       | 10                       | 10                       | 11                    | 11                    | 12                      | 12                      |
| Mystery Box | Joayda Alberto Denise | Joayda Alberto Denise | Kateryna Marianna Ludovica | Kateryna Marianna Ludovica | Giovanna Denise Antonino | Giovanna Denise Antonino | Simone Alberto Davide | Simone Alberto Davide | Kateryna Alberto Simone | Kateryna Alberto Simone | Antonino Marianna Francesco | Antonino Marianna Francesco | Marianna Alberto Simone | Marianna Alberto Simone | Denise Kateryna Antonino | Denise Kateryna Antonino | Simone Alberto Denise | Simone Alberto Denise | Kateryna Simone Alberto | Kateryna Simone Alberto |
| Simone      | SALVO                 | ULTIMI 10             | SALVO                      | ULTIMI 10                  | SALVO                    | ULTIMI 8                 | ULTIMI 3              | ULTIMI 8              | SALVO                   | ULTIMI 7                | SALVO                       | ULTIMI 5                    | ULTIMI 3                | ULTIMI 4                | PRIMO                    | ULTIMI 5                 | SALVO                 | ULTIMI 2              | PRIMO                   | VINCITORE               |
| Kateryna    | SALVA                 | PRIMI 9               | IMMUNE                     | PRIMI 9                    | SALVA                    | PRIMI 7                  | SALVA                 | ULTIMI 8              | SALVA                   | PRIMI 6                 | PRIMA                       | ULTIMI 5                    | SALVA                   | PRIMI 4                 | ULTIMI 3                 | ULTIMI 5                 | PRIMA                 | PRIMA                 | IMMUNE                  | SECONDA                 |
| Alberto     | SALVO                 | ULTIMI 10             | PRIMO                      | PRIMI 9                    | ULTIMI 3                 | ULTIMI 8                 | SALVO                 | ULTIMI 8              | SALVO                   | PRIMI 6                 | ULTIMI 4                    | ULTIMI 5                    | SALVO                   | ULTIMI 2                | ULTIMI 3                 | ULTIMI 2                 | SALVO                 | ULTIMI 3              | ELIMINATO               |                         |
| Davide      | SALVO                 | PRIMI 9               | SALVO                      | PRIMI 9                    | SALVO                    | ULTIMI 8                 | ULTIMI 3              | PRIMI 7               | SALVO                   | PRIMI 6                 | ULTIMI 4                    | PRIMI 5                     | PRIMO                   | PRIMI 4                 | SALVO                    | PRIMO                    | ULTIMI 2              | ELIMINATO             |                         |                         |
| Denise      | SALVA                 | PRIMI 9               | SALVA                      | ULTIMI 10                  | SALVA                    | PRIMI 7                  | SALVA                 | PRIMI 7               | SALVA                   | PRIMI 6                 | ULTIMI 4                    | PRIMI 5                     | SALVA                   | PRIMI 4                 | SALVA                    | ULTIMI 5                 | ELIMINATA             |                       |                         |                         |
| Marianna    | SALVA                 | ULTIMI 10             | SALVA                      | PRIMI 9                    | PRIMA                    | IMMUNE                   | SALVA                 | ULTIMI 8              | SALVA                   | ULTIMI 7                | ESPULSA                     | ULTIMI 5                    | SALVA                   | ULTIMI 4                | SALVA                    | ELIMINATA                |                       |                       |                         |                         |
| Antonino    | SALVO                 | ULTIMI 10             | ULTIMI 3                   | ULTIMI 10                  | SALVO                    | PRIMI 7                  | SALVO                 | ULTIMI 8              | SALVO                   | PRIMI 6                 | PRIMO                       | PRIMI 5                     | SALVO                   | PRIMI 4                 | ELIMINATO                |                          |                       |                       |                         |                         |
| Francesco   | SALVO                 | ULTIMI 10             | ULTIMI 3                   | PRIMI 9                    | SALVO                    | PRIMI 7                  | SALVO                 | PRIMI 7               | ULTIMI 3                | ULTIMI 7                | SALVO                       | ULTIMI 5                    | SALVO                   | ELIMINATO               |                          |                          |                       |                       |                         |                         |
| Ludovica    | ULTIMI 3              | ULTIMI 10             | SALVA                      | ULTIMI 10                  | SALVA                    | ULTIMI 8                 | SALVA                 | PRIMI 7               | PRIMA                   | PRIMI 6                 | SALVA                       | PRIMI 5                     | ELIMINATA               |                         |                          |                          |                       |                       |                         |                         |
| Fabrizio    | SALVO                 | PRIMI 9               | SALVO                      | PRIMI 9                    | SALVO                    | PRIMI 7                  | SALVO                 | PRIMI 7               | ULTIMI 3                | ULTIMI 7                | ULTIMI 4                    | PRIMI 5                     | ELIMINATO               |                         |                          |                          |                       |                       |                         |                         |
| Manuela     | SALVA                 | PRIMI 9               | SALVA                      | ULTIMI 10                  | PRIMA                    | IMMUNE                   | SALVA                 | ULTIMI 8              | SALVA                   | ULTIMI 7                | .ESPULSA.                   | ELIMINATA                   |                         |                         |                          |                          |                       |                       |                         |                         |
| Giovanna    | PRIMA                 | ULTIMI 10             | SALVA                      | ULTIMI 10                  | SALVA                    | ULTIMI 8                 | SALVA                 | PRIMI 7               | SALVA                   | ULTIMI 7                | SALVA                       | ELIMINATA                   |                         |                         |                          |                          |                       |                       |                         |                         |
| Italo       | SALVO                 | PRIMI 9               | SALVO                      | ULTIMI 10                  | SALVO                    | ULTIMI 8                 | PRIMO                 | ULTIMI 2              | SALVO                   | ELIMINATO               |                             |                             |                         |                         |                          |                          |                       |                       |                         |                         |
| Matteo      | Non in gara           | Non in gara           | RIPESCATO                  | ULTIMI 10                  | SALVO                    | PRIMI 7                  | SALVO                 | PRIMI 7               | ELIMINATO               |                         |                             |                             |                         |                         |                          |                          |                       |                       |                         |                         |
| Joayda      | SALVA                 | PRIMI 9               | SALVA                      | PRIMI 9                    | SALVA                    | ULTIMI 8                 | SALVA                 | ELIMINATA             |                         |                         |                             |                             |                         |                         |                          |                          |                       |                       |                         |                         |
| Rocco       | SALVO                 | ULTIMI 10             | SALVO                      | ULTIMI 10                  | ULTIMI 3                 | PRIMI 7                  | ELIMINATO             |                       |                         |                         |                             |                             |                         |                         |                          |                          |                       |                       |                         |                         |
| Michele     | Non in gara           | Non in gara           | RIPESCATO                  | PRIMI 9                    | SALVO                    | ELIMINATO                |                       |                       |                         |                         |                             |                             |                         |                         |                          |                          |                       |                       |                         |                         |
| Stefano     | SALVO                 | PRIMI 9               | SALVO                      | PRIMI 9                    | ELIMINATO                |                          |                       |                       |                         |                         |                             |                             |                         |                         |                          |                          |                       |                       |                         |                         |
| Jose        | SALVO                 | PRIMI 9               | SALVO                      | ELIMINATO                  |                          |                          |                       |                       |                         |                         |                             |                             |                         |                         |                          |                          |                       |                       |                         |                         |
| Eri         | SALVA                 | ULTIMI 10             | ELIMINATA                  |                            |                          |                          |                       |                       |                         |                         |                             |                             |                         |                         |                          |                          |                       |                       |                         |                         |
| Tiziana     | ULTIMI 3              | ELIMINATA             |                            |                            |                          |                          |                       |                       |                         |                         |                             |                             |                         |                         |                          |                          |                       |                       |                         |                         |
| Simonetta   | ELIMINATA             |                       |                            |                            |                          |                          |                       |                       |                         |                         |                             |                             |                         |                         |                          |                          |                       |                       |                         |                         |
| Lenka       | Non in gara           | Non in gara           | RESPINTA                   |                            |                          |                          |                       |                       |                         |                         |                             |                             |                         |                         |                          |                          |                       |                       |                         |                         |

* Manuela e Marianna vengono temporaneamente espulse, per poi essere riammesse alla puntata successiva sotto la decisione di un notaio. Il Pressure Test viene inoltre disputato non dalla squadra perdente, bensì dalle tre coppie che avevano confuso i panetti la puntata precedente (Marianna, Manuela, Ludovica, Giovanna, Davide e Alberto).
     Il concorrente è il vincitore dell'intera edizione

     Il concorrente è il vincitore dell’invention test 

     Il concorrente è immune da eliminazione e non partecipa alla prova

     Il concorrente è tornato dopo essere stato eliminato

     Il concorrente fa parte della squadra vincente ed è salvo

     Il concorrente è il vincitore della sfida esterna ed è salvo

     Il concorrente fa parte della squadra perdente ma non deve affrontare il Pressure Test

     Il concorrente fa parte della squadra perdente, deve affrontare il Pressure Test e si salva

     Il concorrente è il peggiore del Pressure Test, affronta il duello e si salva 

     Il concorrente non partecipa alla sfida esterna e affronta direttamente il Pressure Test

     Il concorrente è tra i peggiori ma non è eliminato

     Il concorrente è eliminato

     Il concorrente non viene ripescato

     Il concorrente perde la sfida finale

     Il concorrente è squalificato per violazione del regolamento

## Dettaglio delle puntate

### Prima puntata
Data: giovedì 22 dicembre 2017

#### Episodi 1 e 2 (selezioni)
Entrambi gli episodi si dedicano ai provini degli aspiranti chef d'Italia che hanno dovuto mostrare il loro talento a Bruno Barbieri, Joe Bastianich, Antonino Cannavacciuolo e Antonia Klugmann. I concorrenti hanno avuto 45 minuti di tempo per preparare il loro piatto. Per passare alla prova successiva sono necessari almeno tre sì. 
Unica differenza rispetto alle scorse edizioni, i parenti che accompagnano l'aspirante chef hanno potuto assistere alla presentazione del piatto agli chef, attraverso un box di vetro allestito accanto al bancone.

### Seconda puntata
Data: giovedì 28 dicembre 2017 

#### Episodio 3
La puntata si apre con le ultime selezioni degli aspiranti chef. I 40 concorrenti che sono riusciti a passare la prima parte sono sottoposti ad una prova di abilità: disossare un pollo in 15 minuti, dopo una dimostrazione dello chef Barbieri. Ogni giudice si occupa di una diversa fila di concorrenti. Antonino Cannavacciuolo elimina Massimo, Lyudmila e Angelina. Antonia Klugmann elimina Elia e Marta. Joe Bastianich elimina Gerlando. Bruno Barbieri elimina Gianna e Aurelio. Successivamente, i giudici decidono che Antonino, Kateryna, Simone e Joayda entrano subito nella cucina di Masterchef.

#### Episodio 4
Gli sfidanti rimasti devono cucinare un piatto con 5 ingredienti presi dalla dispensa: chi vuole ha la possibilità di prendere altri tre ingredienti a sorte, che però devono essere obbligatoriamente presenti nel piatto. Al termine della prova i giudici decidono di ammettere Manuela, Ludovica, Jose, Alberto, Eri, Francesco, Italo, Giovanna, Fabrizio, Marianna, Davide e Denise, mentre si tolgono il grembiule Annalisa, Mirko, Alessandro, Maurizio, Matteo G., Cristina, Sara e Gianmaria. Gli otto concorrenti rimasti devono affrontarsi in 4 duelli su piatti stabiliti dai giudici: Matteo M. e Rocco si sfidano sul filetto al pepe verde (vince Rocco), Simonetta e Carlotta sul fegato alla veneziana (vince Simonetta), Stefano e Michele sul cous cous di verdure (vince Stefano), Tiziana e Lenka sulla frittura di pesce (vince Tiziana).

### Terza puntata
Data: giovedì 4 gennaio 2018

#### Episodio 5
Partecipanti: Alberto, Antonino, Davide, Denise, Eri, Fabrizio, Francesco, Giovanna, Italo, Joayda, Jose, Kateryna, Ludovica, Manuela, Marianna, Rocco, Simone, Simonetta, Stefano, Tiziana. 
- Mystery Box
  - Tema: i cibi portafortuna.
  - Ingredienti: peperoncino, lenticchie, noodles, melograno, loto, orata, cotechino, noci, riso, bietole.
  - Piatti migliori: Misterioso augurio (Alberto), Tra i ricordi e l’inizio (Joayda), La fortuna aiuta gli audaci (Denise).
  - Vincitore: Joayda.
- Invention Test
  - Tema: la vita di Antonia Klugmann.
  - Proposte: erbe, affumicati, frutta. Joayda sceglie la seconda proposta, che contiene rapa bianca, topinambur, rapa rossa, patata, cipolla, aglio, controfiletto di manzo, lonza, radicchio, trota e un affumicatore.
  - Piatto migliore: Crudo al fumo (Giovanna).
  - Piatti peggiori: Contrasti (Simonetta), Lonza, che passione! (Tiziana), Non solo fumo (Ludovica).
  - Eliminata: Simonetta. Ludovica riceve il grembiule nero per scontrarsi al Pressure Test con la brigata perdente.

#### Episodio 6
Partecipanti: Alberto, Antonino, Davide, Denise, Eri, Fabrizio, Francesco, Giovanna, Italo, Joayda, Jose, Kateryna, Manuela, Marianna, Rocco, Simone, Stefano, Tiziana
- Prova in Esterna
  - Sede: Bologna, piazza Santo Stefano.
  - Ospiti: 150 bolognesi.
  - Tema: la cucina bolognese.
  - Squadra blu: Davide (caposquadra), Denise, Fabrizio, Italo, Joayda, Jose, Kateryna, Manuela, Stefano.
  - Squadra rossa: Giovanna (caposquadra), Alberto, Antonino, Eri, Francesco, Marianna, Simone, Rocco, Tiziana.
  - Piatti del menù: Crescentine e mortadella, Tagliatelle con ragù alla bolognese, Raviole bolognesi (squadra rossa), Crostini con friggione, Fritto misto alla bolognese, Torta di riso (squadra blu).
  - Vincitori: squadra blu.
- Pressure Test
  - Sfidanti: Alberto, Antonino, Eri, Francesco, Giovanna, Ludovica, Marianna, Rocco, Simone, Tiziana.
  - Prima prova: riconoscere i vari tipi di coltelli da cucina e abbinarli all'ingrediente esatto (si salvano Antonino, Francesco, Ludovica e Rocco).
  - Seconda prova: sfilettare un rombo, tagliare dell'erba cipollina, preparare una mirepoix di carota, una julienne di patata ed una brunoise di cipolla (si salvano Giovanna, Marianna e Simone).
  - Terza prova: realizzare un piatto con gli ingredienti precedenti (si salvano Alberto ed Eri).
  - Eliminata: Tiziana.

### Quarta puntata
Data: giovedì 11 gennaio 2018

#### Episodio 7
Partecipanti: Alberto, Antonino, Davide, Denise, Eri, Fabrizio, Francesco, Giovanna, Italo, Joayda, Jose, Kateryna, Ludovica, Manuela, Marianna, Matteo, Michele, Rocco, Simone, Stefano.
- Mystery Box
  - Tema: gli avanzi. I concorrenti devono cucinare un piatto con un'altra portata avanzata assegnata loro dai giudici.
  - Piatti migliori: A mio fratello (Ludovica), Arancino a sorpresa (Marianna), Praline al caramello (Kateryna).
  - Vincitore: Kateryna. La vincitrice accede direttamente alla prova in esterna.

Viene data la possibilità a Lenka Cambelova, Matteo Marchetto e Michele Sardo, eliminati durante la prova nell’hangar, di rientrare nella cucina di Masterchef cucinando un piatto a loro scelta (entrano Matteo e Michele).
- Eliminata per la seconda volta nel talent show: Lenka
- Invention Test
  - Tema: cucinare un piatto che contenga una parte cruda,  una parte cotta, una parte croccante e una parte leggera.
  - Piatto migliore: Leggerezza (Alberto).
  - Piatti peggiori: Tortino al salmone su salsa di pomodoro (Antonino), Il salmone a cui piaceva l’agro, il dolce e il croccante (Francesco), Lo specchio verde (Eri).
  - Eliminata: Eri. Antonino riceve il grembiule nero per sfidarsi al pressure test con la brigata perdente.

#### Episodio 8
Partecipanti: Alberto, Davide, Denise, Fabrizio, Francesco, Giovanna, Italo, Joayda, Jose, Kateryna, Ludovica, Manuela, Marianna, Matteo, Michele, Rocco, Simone, Stefano.
- Prova in Esterna
  - Sede: Chinatown di Milano.
  - Ospiti: 100 cinesi.
  - Tema: piatti italiani rivisitati in chiave cinese.
  - Squadra blu: Alberto (caposquadra), Davide, Fabrizio, Francesco, Joayda, Kateryna, Marianna, Michele, Stefano.
  - Squadra rossa: Denise (caposquadra), Giovanna, Italo, Jose, Ludovica, Manuela, Matteo, Rocco, Simone.
  - Piatti del menù: Risotto allo zafferano con anacardi, Pollo alla cacciatora con ananas, Panna cotta con salsa all’arancia e al mandarino cinese sciroppato (squadra blu), Spaghetti alle vongole con habanero fritto e zenzero, Spezzatino di vitello, patate e curry, Tiramisù al tè verde con ananas (squadra rossa).
  - Vincitori: squadra blu.
- Pressure Test
  - Sfidanti: Antonino, Denise, Giovanna, Italo, Jose, Ludovica, Manuela, Matteo, Rocco, Simone.
  - Prima prova: preparare un piccione ripieno in sei step: ogni volta che un concorrente termina uno step tutti si devono fermare e passare allo step successivo con gli ingredienti così come sono pronti (si salvano Denise, Giovanna, Italo, Manuela, Matteo e Simone).
  - Seconda prova: preparare quattro diversi tipi di ravioli cinesi seguendo i consigli dell'ospite, la signora Wang (si salvano Antonino, Ludovica e Rocco).
  - Eliminato: Jose.

### Quinta puntata
Data: giovedì 18 gennaio 2018

#### Episodio 9
Partecipanti: Alberto, Antonino, Davide, Denise, Fabrizio, Francesco, Giovanna, Italo, Joayda, Kateryna, Ludovica, Manuela, Marianna, Matteo, Michele, Rocco, Simone, Stefano.
- Mystery Box
  - Tema: la cucina senza sprechi. I concorrenti devono realizzare, oltre al piatto per i giudici, anche una portata per i loro cani usando gli avanzi degli ingredienti.
  - Ingredienti: costolette di agnello, yogurt magro, cozze verdi, melanzana, fagiolini, zucca, spinaci, zenzero, pane toscano, mela.
  - Piatti migliori: Costine croccanti (Antonino), Costoletta d’autunno (Denise), Per te e per me (Giovanna).
  - Vincitrice: Giovanna.
- Invention Test
  - Tema: l'alta cucina.
  - Ospite: Valerio Braschi (vincitore della sesta edizione di MasterChef Italia).
  - Proposte: Nella rete, Restaurazione, Anatra con vongole e cranberry. Giovanna sceglie la seconda proposta e ha la possibilità di assegnare le tre portate a 6 concorrenti per ognuna.
  - Assegnazioni della vincitrice della Mystery Box: Restaurazione (Fabrizio, Giovanna, Italo, Kateryna, Matteo, Michele), Nella rete (Alberto, Denise, Marianna, Rocco, Simone, Stefano), Anatra con vongole e cranberry (Antonino, Davide, Francesco, Joayda, Ludovica, Manuela). I concorrenti hanno la possibilità di rivolgere una domanda a Valerio durante la prova.
  - Piatti migliori: Manuela, Marianna. Le vincitrici accedono direttamente alla mystery box successiva, inoltre, dopo aver scelto le loro brigate nominano i due nuovi capitani. Manuela nomina Davide, Marianna nomina Kateryna
  - Piatti peggiori: Stefano, Alberto, Rocco.
  - Eliminato: Stefano.

#### Episodio 10
Partecipanti: Alberto, Antonino, Davide, Denise, Fabrizio, Francesco, Giovanna, Italo, Joayda, Kateryna, Ludovica, Manuela, Marianna, Matteo, Michele, Rocco, Simone. 
- Prova in Esterna
  - Sede: Norvegia, Isole Lofoten.
  - Ospiti della prima prova: 30 pescatori del luogo.
  - Tema: la cucina norvegese.
  - Squadra blu: Ludovica (caposquadra), Fabrizio, Giovanna, Italo, Matteo.
  - Squadra rossa: Kateryna (caposquadra nominata da Marianna), Antonino, Denise, Francesco, Rocco.
  - Squadra gialla: Davide (caposquadra nominato da Manuela), Alberto, Joayda, Michele, Simone.
  - Piatti del menù della prima prova: Fiskesuppe con flatbrød (tutte le squadre). I concorrenti preparano la zuppa con del pesce pescato da loro stessi.
  - Vincitori: squadra rossa e squadra gialla. Davide e Kateryna possono scegliere due componenti ciascuno della squadra blu da portare nella propria brigata. Kateryna sceglie Fabrizio e Matteo, mentre Davide sceglie Giovanna e Ludovica (Italo accede direttamente al Pressure Test)
  - Ospiti della seconda prova: Le mogli dei pescatori
  - Piatti del menù della seconda prova: Fiskekaker (entrambe le squadre).
  - Vincitori: squadra rossa.
- Pressure Test
  - Sfidanti: Alberto, Davide, Giovanna, Joayda, Italo, Ludovica, Michele, Simone.
  - Prima prova: sfilettare il maggior numero di stoccafissi in 20 minuti (si salvano Alberto, Italo, Joayda e Simone).
  - Seconda prova: cucinare un piatto con protagonista lo stoccafisso (si salvano Davide, Giovanna e Ludovica).
  - Eliminato per la seconda volta nel talent show: Michele.

### Sesta puntata
Data: giovedì 25 gennaio 2018

#### Episodio 11
Partecipanti: Alberto, Antonino, Davide, Denise, Fabrizio, Francesco, Giovanna, Italo, Joayda, Kateryna, Ludovica, Manuela, Marianna, Matteo, Rocco, Simone.
- Mystery Box
  - Ingredienti: cervello (da cucinare con ingredienti liberi "mettendoci il cuore").
  - Piatti migliori: Bocconcini di cervello, parmigiano e salvia (Simone), Cuore, amore e... cervello (Alberto), Cuore comanda cervello (Davide).
  - Vincitore: Simone.
- Invention Test
  - Tema: i nutrienti.
  - Proposte: bellezza (sgombro, porro, avocado, sedano bianco, peperoncino, lampone, yogurt, ricchi di fibre, Omega 3 e antiossidanti), intelligenza (seppia, semi di zucca, quinoa, curcuma, cipolla rossa, broccoli, pinoli, ricchi di minerali), felicità (fusilli, cozze, asparagi, pomodorini, patate viola, lattuga, lenticchie, ingredienti che stimolano la produzione di serotonina). Simone sceglie la terza proposta e ha la possibilità di creare un'altra cloche per alcuni dei suoi avversari combinando sette ingredienti delle altre proposte. Simone assegna ad Italo e Matteo sgombro, avocado, broccoli, pinoli, sedano bianco, asparagi e quinoa.
  - Piatto migliore: Il pescecane (Italo).
  - Piatti peggiori: Fusillhappiness (Davide), Dalla terra al mare (Rocco), Fusilli mediterranei (Simone).
  - Eliminato: Rocco. Simone riceve il grembiule nero per sfidarsi  al Pressure Test con la brigata perdente.

#### Episodio 12
Partecipanti: Alberto, Antonino, Davide, Denise, Fabrizio, Francesco, Giovanna, Italo, Joayda, Kateryna, Ludovica, Manuela, Marianna, Matteo.
- Prova in Esterna
  - Sede: Milano.
  - Ospiti: 48 ebrei ospiti di un bar mitzvah.
  - Tema: la cucina kasher. I concorrenti devono cucinare portate differenti per adulti e bambini sotto la supervisione di due mashghiah.
  - Squadra blu: Italo (caposquadra), Alberto, Antonino, Joayda, Kateryna, Manuela, Marianna.
  - Squadra rossa: Giovanna (caposquadra), Davide, Denise, Fabrizio, Francesco, Ludovica, Matteo.
  - Piatti del menù: Falafel con hummus, Cotolette con chips di patate, Pollo di nonna Rachel con carote al cumino, Crostata di fragole (squadra blu), Spiedini di kofta con babaganoush, Penne al pomodoro, Verdure ripiene di riso e carne alle spezie, Torta di mele (squadra rossa).
  - Vincitori: squadra rossa.
- Pressure Test
  - Sfidanti: Alberto, Italo, Joayda, Manuela, Marianna, Simone. (I giudici, a seguito di una votazione da parte dei concorrenti perdenti, decidono di salvare Antonino e Kateryna). I concorrenti si sfidano in una prova a quattro step e per ogni step i concorrenti si sfidano in due batterie scelte da Giovanna (la prima composta da Alberto, Joayda e Simone, la seconda composta da Italo, Manuela, Marianna).
  - Prova: separare sei tuorli dall'albume, montare a neve gli albumi, infornare la placca di albume e preparare un tuorlo poché con bacon ed erba cipollina, montare una maionese (si salvano Alberto, Manuela, Marianna e Simone).
  - Sconfitti: Italo, Joayda.
- Duello
  - Sfidanti: Italo, Joayda.
  - Prova: cucinare un piatto con protagonista un pomodoro e tre suoi derivati scelti a sorte. Italo pesca polvere, pomodori secchi e passata, Joayda pesca acqua, concentrato e succo (si salva Italo).
  - Eliminata: Joayda.

### Settima puntata
Data: giovedì 1 febbraio 2018

#### Episodio 13
Partecipanti: Alberto, Antonino, Davide, Denise, Fabrizio, Francesco, Giovanna, Italo, Kateryna, Ludovica, Manuela, Marianna, Matteo, Simone.
- Mystery Box
  - Tema: i fermentati.
  - Ingredienti: kefir, idromele, miso, umeboshi, kimchi, tempeh, crauti, brovada, konbucha, colatura di alici. I concorrenti possono scegliere uno solo a testa.
  - Altri ingredienti da utilizzare: patate, filetto di anguilla, fragoline di bosco, borragine, carote gialle, fave, silene, mandorle, polpa di coscia di vitello.
  - Piatti migliori: Anguilla all'idromele (Simone), Giocando con l'acidità (Kateryna), Ricordo d'infanzia (Alberto).
  - Vincitrice: Kateryna.
- Invention Test
  - Tema: i dolci al piatto.
  - Ospiti: Isabella Potì e Iginio Massari.
  - Proposte: cioccolato, frutta, verdura, formaggi. La prova consiste nel preparare una mousse, un dolce con pasta frolla e uno con pan di Spagna.
  - Assegnazioni della vincitrice della Mystery Box: formaggi (Alberto, Kateryna), frutta (Fabrizio, Italo, Marianna), verdura (Antonino, Davide, Francesco, Manuela, Matteo)   cioccolato (Denise, Giovanna, Ludovica, Simone).
  - Piatto migliore: Variazioni al cioccolato (Ludovica).
  - Piatti peggiori: Tris di contorni dolci (Matteo), Trittico di dolci di frutta di stagione (Fabrizio), Dolci verdure (Francesco).
  - Eliminato per la seconda volta nel talent show: Matteo.

#### Episodio 14
Partecipanti: Alberto, Antonino, Davide, Denise, Fabrizio, Francesco, Giovanna, Italo, Kateryna, Ludovica, Manuela, Marianna, Simone. 
- Prova in Esterna
  - Sede: Parco Nazionale del Gran Sasso, Altopiano di Campo Imperatore.
  - Ospiti: 40 scout Esploratori della sezione di Lanciano dell'associazione C.N.G.E.I..
  - Squadra blu: Ludovica (caposquadra), Alberto, Antonino, Davide, Denise, Kateryna. Ludovica ha il vantaggio di scegliere i propri ingredienti prima degli avversari.
  - Squadra rossa: Manuela (caposquadra nominata da Ludovica), Fabrizio, Francesco, Giovanna, Marianna, Simone. Manuela ha dovuto scegliere una persona, che a sua volta doveva nominarne un'altra fino ad escluderne uno. Non essendo stato chiamato, Italo va direttamente al Pressure Test.
  - Piatti del menù: Pasta al sugo con salsicce, Carne mista con patate al cartoccio, Mele al cartoccio ripiene di ricotta con salsa di mirtilli (squadra blu), Sagne e fagioli, Spiedini di carne con primosale e parmigiano, Bruschetta provenzale con cioccolato fuso e composta di frutta (squadra rossa). I concorrenti hanno dovuto cucinare all'aperto usando gli ingredienti della cambusa degli scout.
  - Vincitori: squadra blu.
- Pressure Test
  - Sfidanti: Fabrizio, Francesco, Giovanna, Italo, Manuela, Marianna, Simone. Manuela, davanti alla possibilità di salvare qualcuno o salvare se stessa, rifiuta, così Italo parteciperà direttamente alla seconda prova. I concorrenti si sfideranno in una prova tre contro tre, con le squadre scelte da Ludovica (la prima composta da Francesco, Marianna e Simone, la seconda da Fabrizio, Giovanna e Manuela).
  - Prima prova: preparare quattro piatti di orecchiette alle cime di rapa senza parlare coi propri compagni di squadra (si salvano Francesco, Marianna e Simone).
  - Seconda prova: preparare un aperitivo a base di tapas con pistacchi, lupini, verdure e olive (si salvano Fabrizio, Giovanna e Manuela).
  - Eliminato: Italo.

### Ottava puntata
Data: giovedì 8 febbraio 2018

#### Episodio 15
Partecipanti: Alberto, Antonino, Davide, Denise, Fabrizio, Francesco, Giovanna, Kateryna, Ludovica, Manuela, Marianna, Simone. 
- Mystery Box
  - Tema: sotto la scatola i concorrenti trovano un orsacchiotto parlante che riproduce la voce di un avversario che lo descrive. Gli aspiranti chef devono poi prendere dieci ingredienti per il concorrente che ha registrato il messaggio, il quale dovrà cucinare con quella spesa.
  - Piatti migliori: Ci vuole fegato (Marianna), Sogliola dell'amico (Antonino), Dal Sudamerica alla Norvegia (Francesco).
  - Vincitore: Antonino.
- Invention Test
  - Tema: cucinare a coppie lo Scrigno di Venere (cofanetto di pasta brisée ripieno di tortellini). Antonino ha la possibilità di scegliere la persona che lavorerà con lui e formare le altre coppie.
  - Assegnazioni del vincitore della Mystery Box: Antonino-Kateryna, Alberto-Davide, Denise-Fabrizio, Francesco-Simone, Giovanna-Ludovica, Manuela-Marianna.
  - Coppia migliore: Antonino-Kateryna.
  - Coppie peggiori: Alberto-Davide, Fabrizio-Denise.
  - Espulse: Manuela e Marianna (squalificate per appropriazione indebita di un panetto di pasta brisée dal frigorifero, in seguito riammesse).

#### Episodio 16
Partecipanti: Alberto, Antonino, Davide, Denise, Fabrizio, Francesco, Giovanna, Kateryna, Ludovica, Simone.
- Prova in Esterna
  - Sede: Milano, Associazione Città Olinda.
  - Ospiti: Thomas Emmenegger e 44 lavoratori della struttura.
  - Squadra blu: Kateryna (caposquadra), Alberto, Francesco, Giovanna, Simone e due stagisti.
  - Squadra rossa: Antonino (caposquadra), Davide, Denise, Fabrizio, Ludovica e due stagisti.
  - Piatti del menù: Spaghetti alla chitarra con impasto al pomodoro e peperoncino con salsa di seppie, asparagi e pinoli, Calamari ripieni in umido con caponata di melanzane, Cremoso al cioccolato bianco con composta di pesche (squadra blu), Ravioli di ortica con ripieno di zucca al burro e salvia, Polpettone farcito con uova e spinaci e patate saltate, Tortino ai mirtilli con crema inglese (squadra rossa).
  - Vincitori: squadra rossa.
- Pressure Test
  - Sfidanti: alla presenza di un notaio viene presa visione dell'esito del precedente Invention Test, dunque Marianna e Manuela vengono assolte e riamesse perché non colpevoli dell'accaduto, i giudici decretano che i partecipanti del pressure test saranno Alberto, Davide, Giovanna, Ludovica, Manuela e Marianna (che quindi rientrano in gioco), in quanto direttamente coinvolti nella vicenda. Francesco, Kateryna e Simone, che avevano perso la prova in esterna, sono salvi.
  - Prova: preparare un piatto in base ai numeri della smorfia napoletana assegnati dalla sorte, che simboleggiano vari ingredienti, vantaggi e svantaggi sul tempo della prova (si salvano Alberto, Davide, Ludovica e Marianna).
  - Eliminate: Giovanna e Manuela.

### Nona puntata
Data: giovedì 15 febbraio 2018

#### Episodio 17
Partecipanti: Alberto, Antonino, Davide, Denise, Fabrizio, Francesco, Kateryna, Ludovica, Marianna, Simone.
- Mystery Box
  - Tema: la marinatura. Sotto la scatola i concorrenti trovano alcuni prodotti con cui poter marinare gli alimenti fuori dalla Mystery Box.
  - Ingredienti: canocchie, sottofesa di manzo, nasello, sedano rapa, melanzane, ananas, peperone, pomodori, cetrioli, zucchina.
  - Piatti migliori: Manzo scottato e marinato (Simone), Macedonia di mare (Alberto), Carpaccio marinato (Marianna).
  - Vincitrice: Marianna.
- Invention Test
  - Tema: l'incontro tra la cucina italiana e la cucina inglese.
  - Ospite: Giorgio Locatelli.
  - Proposte: Sogliola di Dover su macedonia di piselli, patate, fagiolini e pesto di basilico, Coda di rospo in salsa di noce e capperi, Filetto di maiale in crosta di mostarda con borlotti e rosmarino. Marianna sceglie la prima proposta.
  - Piatto migliore: Davide.
  - Piatti peggiori: Fabrizio, Ludovica, Simone.
  - Eliminati: Fabrizio e Ludovica.

#### Episodio 18
Partecipanti: Alberto, Antonino, Davide, Denise, Francesco, Kateryna, Marianna, Simone.
- Prova in Esterna
  - Sede: Passo dello Stelvio, Ghiacciaio del Livrio.
  - Ospiti: 20 campioni di sci.
  - Squadra blu: Davide (caposquadra), Antonino, Denise, Kateryna.
  - Squadra rossa: Francesco (caposquadra), Alberto, Marianna, Simone.
  - Piatti del menù: Strangolapreti con ragù bianco di capriolo, Zabaione caldo con crumble di cioccolato e lingue di gatto (squadra rossa), Medaglioni di cervo bardati al barbecue con salsa ai frutti di bosco, zucca alla brace e polenta taragna arrostita, Crêpe Suzette flambé con arance caramellate (squadra blu).
  - Vincitori: squadra blu.
- Pressure Test
  - Sfidanti: Alberto, Francesco, Marianna, Simone.
  - Prova: la prova si svolge in più step. I concorrenti, ad ogni via libera dei giudici, devono passare allo step successivo integrando man mano i vari ingredienti e attrezzi nella preparazione del loro piatto (si salvano Marianna e Simone).
  - Sconfitti: Francesco e Alberto
- Duello
  - Sfidanti: Alberto, Francesco.
  - Prova: cucinare tre involtini diversi con protagoniste diversi tipi di foglie (vite, verza, bieta rossa, basilico, salvia, menta e alloro) in 25 minuti (si salva Alberto).
  - Eliminato: Francesco.

### Decima puntata
Data: giovedì 22 febbraio 2018

#### Episodio 19
Partecipanti: Alberto, Antonino, Davide, Denise, Kateryna, Marianna, Simone. 
- Mystery Box
  - Tema: la cucina internazionale (arabo-africana in questo caso). A Marianna viene assegnato il Pakistan, a Denise l'Afghanistan, a Simone la Nigeria, ad Antonino la Somalia, a Davide il Mali, ad Alberto la Palestina e a Kateryna lo Yemen.
  - Ospiti: 7 chef ex rifugiati provenienti dai vari paesi, che cucineranno insieme ai concorrenti in 75 minuti.
  - Piatti da preparare: sambousi (Antonino), biryani (Marianna), moi moi (Simone), maklube (Alberto), kapsa (Kateryna), quabili pulao (Denise), tji gnagnate (Davide).
  - Piatti migliori: Kateryna, Antonino, Denise.
  - Vincitore: Denise.
- Invention Test
  - Tema: la cucina vegetariana di Antonia Klugmann.
  - Proposte: Risotto con spinacio, parmigiano, grappa e ginepro, Raviolini arrostiti ripieni di skuta e cicoria selvatica, Zuppetta di pomodoro e tartufo estivo. Denise sceglie la seconda proposta. Durante la prova, i giudici costruiscono una barricata improvvisata per impedire agli aspiranti chef di seguire i movimenti di Antonia Klugmann, che cucinerà al fianco di Denise.
  - Piatto migliore: Simone.
  - Piatti peggiori: Antonino, Kateryna, Alberto. Alberto e Kateryna ricevono il grembiule nero per scontrarsi direttamente al Pressure Test con i perdenti della prova in esterna.
  - Eliminato: Antonino.

#### Episodio 20
Partecipanti: Davide, Denise, Marianna, Simone.
- Prova in Esterna
  - Sede: Vieste, Punta del Gargano. Simone ha il vantaggio di assegnare un ingrediente tipico pugliese per sé e per gli avversari da integrare nella loro spesa, e che dev'essere protagonista del piatto. Simone assegna il canestrato a Marianna, la zampina a se stesso, la farina di grano arso a Denise e le cozze di Cagnano a Davide.
  - Ospite: Eleonora Cozzella.
  - Piatti del menù: Frascarelli e zampina su chutney di albicocche e cipolla con insalata di lampascioni, uva, rucola e prezzemolo (Simone), Fagottino di grano arso con cuore di triglia, gocce esterificate di basilico, acqua di pomodoro e burrata (Denise), Gnocchetti con ragù di mare su crema di cozze e trucioli di tarallo (Davide), Polpo brasato con crema di canestrato e basilico, crumble di olive nere e cialda di canestrato (Marianna).
  - Vincitore: Davide.
- Pressure Test
  - Sfidanti: Denise, Marianna, Simone, Kateryna, Alberto.
  - Prova: preparare un piatto estratto a sorte in base alla difficoltà e al tempo mostrati. Simone pesca gli gnocchi al ragù di coniglio (medio, 45 minuti), Denise i passatelli ai frutti di mare (difficile, 40 minuti), Alberto pesca il pollo al curry (facile, 35 minuti), Kateryna deve cucinare il risotto alle ortiche (medio, 30 minuti) e Marianna i saltimbocca alla romana (facile, 20 minuti),  (si salvano Denise, Kateryna e Simone).
  - Sconfitti: Alberto e Marianna
- Duello
  - Sfidanti: Alberto, Marianna.
  - Prova: cucinare un piatto con gli ingredienti indovinati da se stessi e dal proprio avversario usando solo l'olfatto. Ognuno poteva scegliere, anche conoscendo l'ingrediente, se tenerlo o rifiutarlo per strategia (si salva Alberto).
  - Eliminata: Marianna.

### Undicesima puntata
Data: giovedì 1º marzo 2018

#### Episodio 21
Partecipanti: Alberto, Davide, Denise, Kateryna, Simone.
- Mystery Box
  - Tema: l'impiattamento creativo. Sotto la cloche i concorrenti trovano una scatola con dentro vari oggetti di uso quotidiano da inserire in modo estroso nel loro piatto.
  - Ingredienti: spaghetti, coda di rospo, funghi shitake, pane al nero di seppia, uova di quaglia, quaglia gigante, tartufi di mare, zucchine con fiore, patate,  lardo di montagna.
  - Piatti migliori: Sapore di mare (Alberto), Dall'età della pietra all'età del calcestruzzo (Simone), Carbonara di mare scomposta a modo mio (Denise).
  - Vincitore: Simone.
- Invention Test
  - Tema: la cucina tradizionale italiana.
  - Proposte: Genovese, Ribollita, Brasato al Barolo, Coda alla vaccinara, Cassoeula. I concorrenti devono rivisitare il piatto già pronto assegnato loro da Simone usando altri ingredienti presi dalla dispensa. Simone ha anche il vantaggio di imporre agli avversari divieti di non usare determinate tipologie di ingredienti, attrezzi o tecniche di cottura.
  - Assegnazioni del vincitore della Mystery Box: coda alla vaccinara (Simone), cassoeula (Alberto, che non potrà usare il forno e il frullatore), brasato al Barolo (Denise, che non potrà usare le verdure e l'acqua), ribollita (Kateryna, che non potrà fare un fritto né usare latticini), genovese (Davide, che non potrà usare farina, uova e riso).
  - Piatto migliore: Ribollita (Kateryna).
  - Piatti peggiori: Zucchina ripiena di genovese con crema di carota al sentore di cipolla (Davide), Ravioli al cacao amaro brasati con cuore di baccalà (Denise).
  - Eliminata: Denise. Davide riceve il grembiule nero per sfidarsi a duello col peggiore del Pressure Test.

#### Episodio 22
Partecipanti: Alberto, Kateryna, Simone.
- Prova in Esterna
  - Sede: Fürstenau,  Ristorante Schloss Schauenstein.
  - Ospite: Andreas Caminada.
  - Piatti del menù: Zuppa fredda di lattuga e cetriolo (Simone), Salmerino con carote (Kateryna), Clafoutis ai lamponi con insalata di lamponi, limone, yogurt e fiori di sambuco (Alberto).
  - Vincitrice: Kateryna.
- Pressure Test
  - Sfidanti: Alberto, Simone.
  - Prova: a turno i concorrenti devono scegliere 10 ingredienti da cloche che rappresentano varie coppie di opposti (grasso/magro, esotico/nostrano, dolce/salato, acqua/terra, duro/molle, fresco/secco, ricco/povero, nord/sud, pesce/carne, bianco/nero); l'avversario prenderà l'ingrediente rimasto tra i due (si salva Alberto).
  - Sconfitto: Simone.
- Duello
  - Sfidanti: Davide, Simone.
  - Prova: preparare sette piatti diversi con protagonista il filetto di platessa (si salva Simone).
  - Eliminato: Davide.

### Dodicesima puntata
Data: giovedì 8 marzo 2018

#### Episodio 23 (Semifinale)
Partecipanti: Alberto, Kateryna, Simone.
- Mystery Box
  - Tema: sotto la Mystery Box i concorrenti trovano uno specchio: i giudici chiedono ai concorrenti di realizzare un piatto che rappresenti il loro cambiamento durante il percorso a MasterChef.
  - Piatti realizzati: Seppie e patate (Alberto), Mare e terra (Kateryna), Filetto di maiale tra dolcezza e acidità (Simone).
  - Vincitrice: Kateryna (La vincitrice accede direttamente alla finale).
- Invention Test
  - Tema: l'alta cucina. La prova si svolge in più manches e ad ogni manche i concorrenti devono riprodurre il piatto di uno chef ospite e hanno la possibilità, dopo 10 minuti dall'inizio della prova, di chiedere a turno per 5 minuti un aiuto allo chef.
  - Ospite della prima manche: Pino Cuttaia.
  - Proposta: Uovo di seppia.
  - Ospite della seconda manche: Anthony Genovese.
  - Proposta: Ricordo di un viaggio in Thailandia.
  - Ospite della terza manche: Norbert Niederkofler.
  - Proposta: Anatra muta nella brace.
  - Vincitore: Simone.
  - Eliminato: Alberto.

#### Episodio 24 (Finale)
Partecipanti: Kateryna, Simone.
- Ristorante di MasterChef
  - Menù degustazione Connubio di passato e presente di Kateryna: La mia piccola festa, La mia infanzia, La mia scoperta, Rana pescatrice e asparago, Lampone e mandorla.
  - Menù degustazione S=mc2 di Simone: Quello che non strozza ingrassa, Guarda come vongolo, Il cappellaccio matto, Voulez-vous quaglier avec moi?, Dolce far niente.

- Vincitore della settima edizione di MasterChef Italia: Simone Scipioni.

## Ascolti
| Puntata    | Episodio | Sky Uno          | Sky Uno        | Sky Uno | Fonte  | Note |
| Puntata    | Episodio | Messa in onda    | Telespettatori | Share   | Fonte  | Note |
| ---------- | -------- | ---------------- | -------------- | ------- | ------ | --- |
| 1- Provini | 1        | 21 dicembre 2017 | 761.000        | 3%      | [ 2 ]  | Il programma ha ottenuto 956.000 telespettatori complessivi.                                                                      |
| 1- Provini | 2        | 21 dicembre 2017 | 704.000        | 3,30%   | [ 2 ]  | Il programma ha ottenuto 956.000 telespettatori complessivi.                                                                      |
| 2          | 3        | 28 dicembre 2017 | 1.156.932 *    | 3,36%   | [ 4 ]  | Il programma ha ottenuto 1.549.204 telespettatori complessivi.                                                                    |
| 2          | 4        | 28 dicembre 2017 | 1.040.845 *    | 3,97%   | [ 4 ]  | Il programma ha ottenuto 1.549.204 telespettatori complessivi.                                                                    |
| 3          | 5        | 4 gennaio 2018   | 956.000        | 3,70%   | [ 5 ]  | Il programma ha ottenuto 1.138.000 telespettatori complessivi.                                                                    |
| 3          | 6        | 4 gennaio 2018   | 911.000        | 4,20%   | [ 5 ]  | Il programma ha ottenuto 1.138.000 telespettatori complessivi.                                                                    |
| 4          | 7        | 11 gennaio 2018  | 1.101.000      | 4,10%   | [ 7 ]  | Il programma ha ottenuto 1.236.000 telespettatori complessivi.                                                                    |
| 4          | 8        | 11 gennaio 2018  | 957.000        | 4,40%   | [ 7 ]  | Il programma ha ottenuto 1.236.000 telespettatori complessivi.                                                                    |
| 5          | 9        | 18 gennaio 2018  | 1.020.000      | 3,80%   | [ 9 ]  | Il programma ha ottenuto 1.115.000 telespettatori complessivi.                                                                    |
| 5          | 10       | 18 gennaio 2018  | 877.000        | 4,20%   | [ 9 ]  | Il programma ha ottenuto 1.115.000 telespettatori complessivi.                                                                    |
| 6          | 11       | 25 gennaio 2018  | 956.000        | 3,60%   | [ 11 ] | |
| 6          | 12       | 25 gennaio 2018  | 853.000        | 4%      | [ 11 ] | |
| 7          | 13       | 1º febbraio 2018 | 1.026.000      | 3,90%   | [ 12 ] | |
| 7          | 14       | 1º febbraio 2018 | 954.000        | 4,50%   | [ 12 ] | |
| 8          | 15       | 8 febbraio 2018  | 853.000        | 3%      | [ 13 ] | Questa puntata si scontra con la terza serata del Festival di Sanremo 2018 che ha raccolto in media 10 milioni di telespettatori. |
| 8          | 16       | 8 febbraio 2018  | 771.000        | 3,40%   | [ 13 ] | Questa puntata si scontra con la terza serata del Festival di Sanremo 2018 che ha raccolto in media 10 milioni di telespettatori. |
| 9          | 17       | 15 febbraio 2018 | 929.000        | 3,40%   | [ 14 ] | |
| 9          | 18       | 15 febbraio 2018 | 777.000        | 3,60%   | [ 14 ] | |
| 10         | 19       | 22 febbraio 2018 | 906.000        | 3,30%   | [ 15 ] | |
| 10         | 20       | 22 febbraio 2018 | 780.000        | 3,60%   | [ 15 ] | |
| Semifinale | 21       | 1º marzo 2018    | 1.127.000      | 4,10%   | [ 16 ] | |
| Semifinale | 22       | 1º marzo 2018    | 1.017.000      | 4,60%   | [ 16 ] | |
| Finale     | 23       | 8 marzo 2018     | 984.000        | 3,90%   | [ 17 ] | |
| Finale     | 24       | 8 marzo 2018     | 958.000        | 4,60%   | [ 17 ] | |

Note
- Con il simbolo * accanto al numero dei telespettatori, s'indica il risultato complessivo della messa in onda sui canali Sky Uno/+1 HD e nella versione disponibile sul servizio Sky On Demand.